# City of London Capitals
I City of London Capitals sono stati una squadra di football americano di Londra, in Gran Bretagna.

## Storia
Nel 1984 furono fondati gli Stock Exchange Stags, che nel 1986 furono rinominati City of London Stags; questi si fusero nel 1987 con i London Capitals (fondati l'anno precedente), andando a formare i City of London Capitals. Hanno vinto un Britbowl e un titolo NCMMA. Hanno chiuso la squadra senior nel 1991, mentre la giovanile ha vinto titoli anche negli anni successivi.

## Dettaglio stagioni

### Tornei

#### Tornei nazionali

##### Campionato

###### Tabella 1984
| Stagione | regular season | regular season | regular season | regular season | regular season | regular season | playoff | playoff | playoff | playoff | playoff | playoff   | playoff    |
|          | Vin            | Par            | Per            | Tot            | PF             | PS             | Vin     | Per     | Tot     | PF      | PS      | risultato | avversaria |
| -------- | -------------- | -------------- | -------------- | -------------- | -------------- | -------------- | ------- | ------- | ------- | ------- | ------- | --------- | ---------- |
| 1984     | 0              | 0              | 4              | 4              | 0+?            | 86+?           | -       | -       | -       | -       | -       | -         | -          |
| Totale   | 0              | 0              | 3              | 3              | 0+?            | 86+?           | -       | -       | -       | -       | -       |           |            |

Fonti: Enciclopedia del Football - A cura di Roberto Mezzetti

###### Budweiser League Premier Division
| Stagione | regular season | regular season | regular season | regular season | regular season | regular season | playoff | playoff | playoff | playoff | playoff | playoff   | playoff    |
|          | Vin            | Par            | Per            | Tot            | PF             | PS             | Vin     | Per     | Tot     | PF      | PS      | risultato | avversaria |
| -------- | -------------- | -------------- | -------------- | -------------- | -------------- | -------------- | ------- | ------- | ------- | ------- | ------- | --------- | ---------- |
| 1987     | 4              | 0              | 6              | 10             | 172            | 204            | -       | -       | -       | -       | -       | -         | -          |
| 1987     | 2              | 0              | 8              | 10             | 115            | 247            | -       | -       | -       | -       | -       | -         | -          |
| Totale   | 6              | 0              | 14             | 14             | 287            | 451            | -       | -       | -       | -       | -       |           |            |

Fonti: Enciclopedia del Football - A cura di Roberto Mezzetti

## Palmarès
- 1 Titolo NCMMA (1990)
- 1 Britbowl (1991)
- 1 Budweiser League Division Two (1986)
- 2 Titoli BYAFA (1995, 1999)